# Exceptionalism
Exceptionalism innebär framhållandet av ett undantag (något exceptionellt) från en allmänt erkänd regel inom historieskrivning och samhällsvetenskap.
Ett tidigt exempel är tanken inom det amerikanska kommunistpartiet på 1920-talet, att världsrevolutionen visserligen skulle sprida sig (proletärer i alla länder, förenen eder!), men kanske inte till USA, eftersom landet med sitt höga välstånd, rika naturtillgångar och frånvaron av klasstrukturer utgjorde ett undantag bland jordens länder. Politiker med detta nästan socialdemokratiska tankesätt, däribland John Pepper och Jay Lovestone, blev senare utrensade på initiativ från Stalin.
Senare har andra former av "amerikansk exceptionalism" lanserats, både från höger och vänster. Man talar också om turkisk exceptionalism i Osmanska riket[källa behövs], skandinavisk exceptionalism och så vidare.